# Plarium
是一家以色列手機、社交和網路遊戲開發及發行公司，成立於2009年，總部設在海爾茲利亞；在俄羅斯、烏克蘭、英國和美國皆設有分部。該公司以大型多人線上遊戲聞名，知名作品如《突襲：暗影傳說》、《維京雄起：家族之戰》、《魔鬼終結者創世契機：未來之戰》、《士兵公司》、《斯巴達：帝國戰爭》和《風暴瀑布：戰爭時代》。社交遊戲可在Facebook、Vkontakte、Odnoklassniki和Mail.Ru上使用，而其手機遊戲可在iOS和Android平台上使用。
2012年11月，的《風暴瀑布：戰爭時代》上線後成為Facebook上增長最快的社交遊戲。2013年，Facebook將《士兵公司》排入年度最佳社交遊戲行列。
貴族娛樂於2017年8月10日被以5億美元的預付款以及向股東的收益分配安排收購。

## 外部連結
- 官方网站